# Polygonatum verticillatum
Polygonatum verticillatum es una especie de planta de perteneciente a la familia de las asparagáceas. Se encuentra en Eurasia.

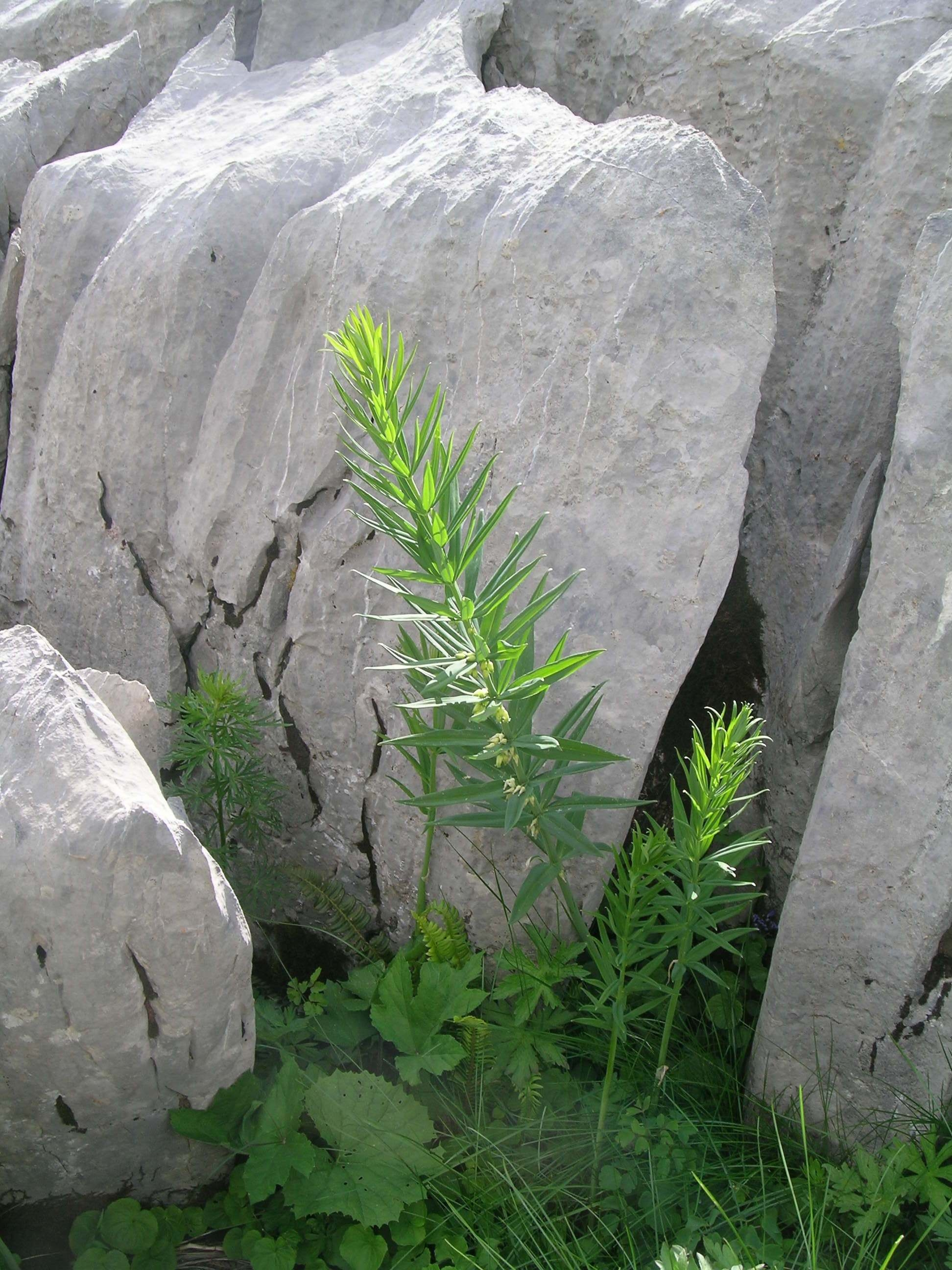
En su hábitat

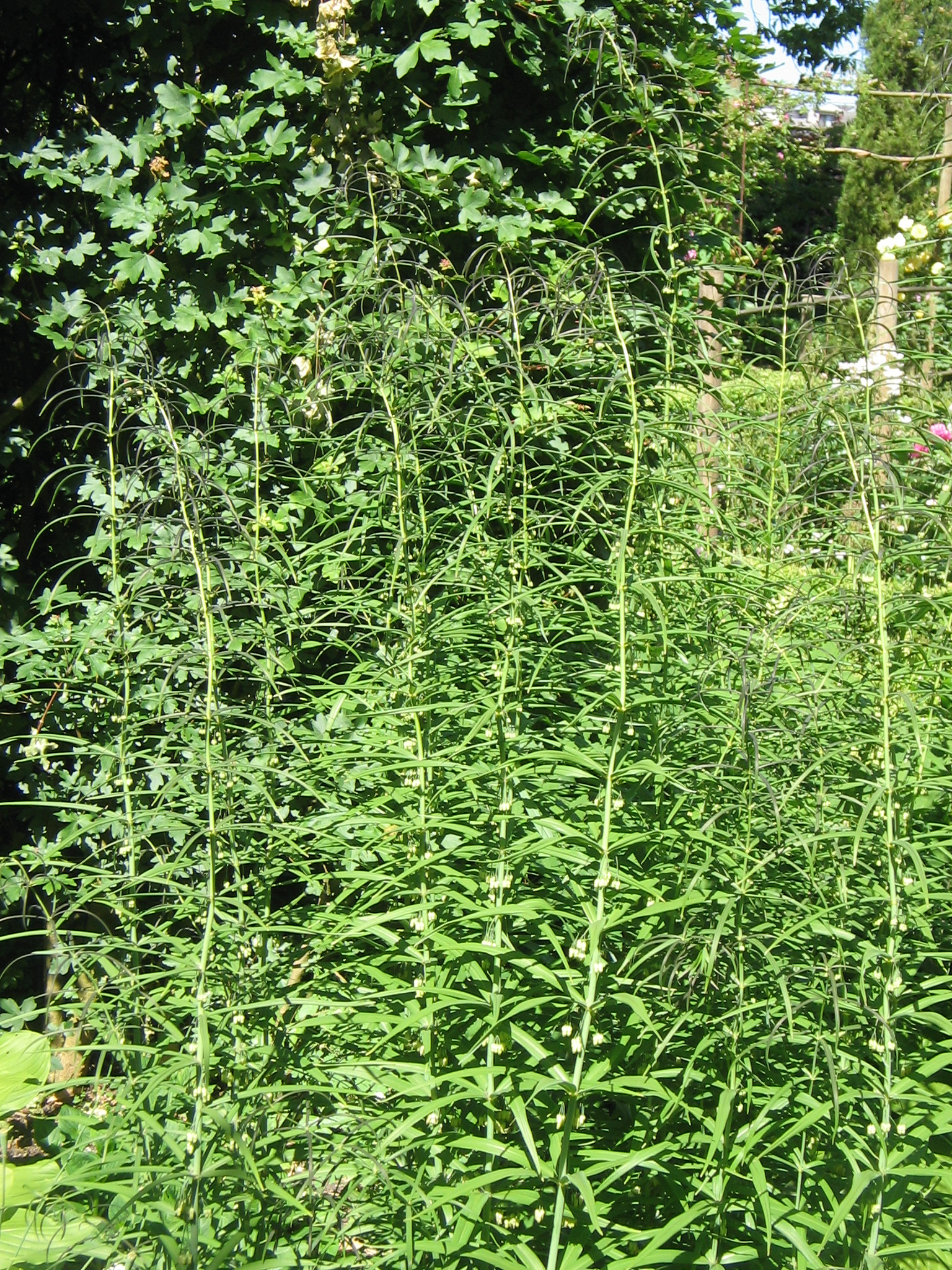
Vista de la planta

## Descripción
Polygonatum verticillatum es una planta herbácea con rizomas por lo general, poco ramificada, los rizomas cilíndricos tuberosos, muy rara vez moniliforme, 0,7 a 1,5 cm de espesor. El tallo erecto, de 40 - 80 cm de altura, glabro. Las hojas en verticilos de 3, de vez en cuando alternas cerca de la base del tallo, a veces opuestas cerca del ápice del tallo, subsésiles, oblongo-lanceoladas a lineares, de 6 - 10 × 0,5 a 3 cm, el ápice agudo a acuminado. Las inflorescencias con 1  o 2 (- 4) flores, pedúnculo de 1 a 2 cm, con brácteas pequeñas o ausentes. Las flores colgantes; pedicelo 3-10 mm. Perianto púrpura pálido (o blanco o amarillo pálido, pero probablemente solo secos). Los frutos en forma de bayas rojas, de 6 - 9 mm de diámetro. Florece en mayo-junio, fructifica en agosto-octubre.

## Distribución y hábitat
Se encuentra en los bosques, en laderas cubiertas de hierba, a una altitud de 2100 - 4000 metros en Gansu, Mongolia Interior, Qinghai, Shaanxi, Shanxi, Sichuan, Xizang, Yunnan en China y Afganistán, Bután, Nepal, Pakistán, Rusia, Sikkim, suroeste de Asia y Europa.

## Taxonomía
Polygonatum verticillatum fue descrita por (Linneo) All. y publicado en Flora Pedemontana 1: 131, en el año 1785.
Citología
El número cromosomático es de:  2 n = (24), 28, 30, (56 *), 60 (64, 66, 84), ca. 90.
Sinonimia
- Campydorum verticillatum (L.) Salisb.
- Convallaria leptophylla D.Don
- Convallaria stellifolia Peterm.
- Convallaria verticillata L.
- Evallaria verticillata (L.) Neck.
- Polygonatum angustifolium Bubani
- Polygonatum erythrocarpum Hua
- Polygonatum jacquemontianum Kunth
- Polygonatum kansuense Maxim. ex Batalin
- Polygonatum leptophyllum (D.Don) Royle
- Polygonatum macrophyllum Sweet
- Polygonatum minutiflorum H.Lév.
- Polygonatum roseum Hook.
- Polygonatum verticillatum var. gracile Baker ex Aitch.
- Polygonatum verticillatum subsp. stellifolium (Peterm.) K.Richt.
- Sigillum verticillatum (L.) Montandon
- Troxilanthes angustifolia Raf.[3]

## Nombre común
- Castellano: poligonato, poligonia de hojas estrechas, sello de Salomón, sello de Santa María.[4]